# Felícia Horváth
Felícia Horváth (ur. 7 lipca 1993) – węgierska lekkoatletka specjalizująca się w skoku o tyczce.

## Osiągnięcia
- brązowy medal mistrzostw świata juniorów młodszych (Bressanone 2009)
- medalistka mistrzostw kraju

## Rekordy życiowe
- skok o tyczce (stadion) – 4,00 (2009)
- skok o tyczce (hala) – 4,05 (2012)